# Agathosma adnata
Agathosma adnata är en vinruteväxtart som beskrevs av Neville Stuart Pillans. Agathosma adnata ingår i släktet Agathosma och familjen vinruteväxter. Inga underarter finns listade i Catalogue of Life.